# Lasioglossum cavillosum
Lasioglossum cavillosum är en biart som först beskrevs av Joseph Vachal 1894.  Lasioglossum cavillosum ingår i släktet smalbin, och familjen vägbin. Inga underarter finns listade i Catalogue of Life.